# 中央街 (曼哈顿)
40°43′2.6″N 74°0′1.63″W / 40.717389°N 74.0004528°W

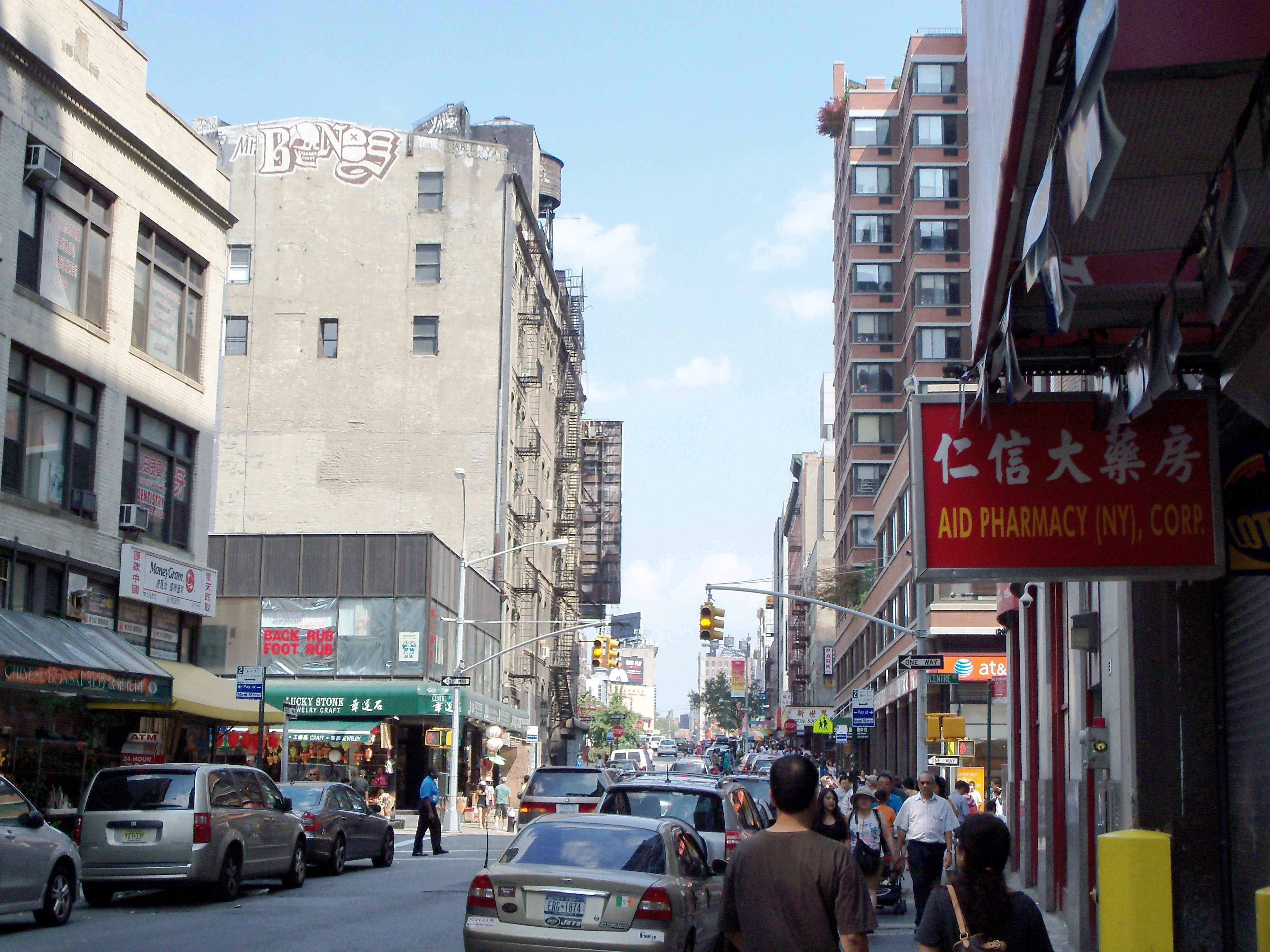

中央街（Centre Street）是纽约市曼哈顿区的一条街道，南北走向，从柏路，即布鲁克林大桥入口，穿过市政中心、曼哈顿华埠及小義大利，向北在斯普林街（Spring Street）与拉菲尔街（Lafayette Street）合并。雷德街（Reade Street）以北，中央街仅可北行。